# Géza Róheim
Géza Róheim (Budapest, 12 de septiembre de 1891- Nueva York, 7 de junio de 1953) fue un antropólogo y psicoanalista húngaro. Róheim, formado como folclorista, aplicó al folclore los planteamientos de Sigmund Freud, partiendo del principio de que los mitos, leyendas y ritos pueden interpretarse con la misma metodología que los ensueños. A diferencia de otros psicoanalistas, los datos que aporta sobre las denominadas culturas primitivas proceden en gran medida de un trabajo de campo riguroso, llevado a cabo por él mismo en varias tribus de Australia y Norteamérica. Su visión psicoanalítica de los mitos, las creencias y las costumbres de estas culturas constituye un claro precedente del etnopsicoanálisis, desarrollado posteriormente por Georges Devereux.

## Biografía

### Primeros años
Róheim fue hijo único y se crio en una familia burguesa, bastante próspera. Tras leer El último mohicano de James Fenimore Cooper, a los ocho años, decide dedicar su vida a la etnografía. Desde entonces, lee con voracidad estudios sobre mitología y etnografía, temas en los que se convierte muy pronto en un experto. A los veinte años, publica su primer artículo, «Dragones y matadores de dragones». 
En su época de formación, asimila elementos de los estudiosos Edward Burnett Tylor, cuyo libro Cultura primitiva lee a los quince años, Herbert Spencer y James George Frazer. Cuando descubre la obra de Sigmund Freud, siente que todo lo que ha estudiado hasta entonces es un rompecabezas, que sólo el psicoanálisis permite recomponer adecuadamente. 
Dado que los estudios de antropología y folklore no estaban reglados por entonces en Budapest, en 1914 se gradúa como geógrafo en la Universidad de Budapest. En Leipzig y Berlín tiene ocasión de ampliar sus estudios, y descubre los escritos de Freud y sus primeros discípulos (Sándor Ferenczi, Karl Abraham, Jung y Riklin). Entre 1915 y 1916 se somete a análisis con Sándor Ferenczi, en la misma época en que este preparaba también a Melanie Klein, cuyos planteamientos sobre la duplicidad de la imagen materna (la madre buena vs. la madre mala) y la agresividad oral del bebé hacia la madre le resultan de interés. 
En 1918 se casa con su novia, Ilonka, iniciando un matrimonio que duró hasta la muerte de ella, en 1953. A pesar de sus continuas discusiones, formaron una pareja inseparable. Ilonka colaboró con él en el trabajo de campo y pasó a máquina sus manuscritos.

### Carrera profesional
También en 1918 conoce en persona a Freud. En 1919 comienza a dar clases como profesor de antropología en la Universidad de Budapest. En 1921 gana el Premio Freud al mejor estudio científico sobre análisis aplicado. En 1925 el maestro declara que Róheim y Theodor Reik son las dos personas que más han hecho por ampliar los puntos de vista expuestos por él en Totem y tabú. 
Después de que el etnólogo polaco-británico Bronisław Malinowski, basándose en sus trabajos sobre los habitantes de las Islas Trobriand, criticara el psicoanálisis  y cuestionara la universalidad del complejo de Edipo, Freud sugirió a Róheim que revisara esta crítica. Entre 1928 y 1931, Róheim emprendió cuatro expediciones etnológicas con el apoyo financiero de Marie Bonaparte. Publicó los resultados de las mismas en 1932 en un artículo titulado El psicoanálisis de las culturas primitivas. Wilhelm Reich, que había confirmado la tesis de Malinowski en su estudio de 1931 Der Einbruch der Sexualmoral, acogió con satisfacción los resultados de las expediciones de Róheim porque —en contra de las intenciones de éste y de su posición teórica básica— situaban su teoría, la de Reich, sobre una base empírica más amplia. A diferencia de Róheim, Reich, siguiendo a Malinowski, no consideraba que el complejo de Edipo fuera un hecho biológico, sino más bien una expresión de condiciones sociales o de relaciones patriarcales.
En 1928 Róheim decide trasladarse a Oceanía para realizar allí trabajo de campo, dispuesto a refutar las objeciones del gran antropólogo Bronislaw Malinowski, según el cual el psicoanálisis no tenía ninguna relevancia para el estudio de las culturas no occidentales. 
Róheim trabaja con varias etnias australianas (los Aranda y los Luritjas), y en 1930 se traslada a Norteamérica para realizar la misma labor con algunos indios americanos. 
En 1938 deja su puesto en Budapest y emigra a Estados Unidos huyendo de la inminente guerra. Se incorpora al hospital Worcester State como analista, y en 1939 se traslada a Nueva York, donde vive en adelante. En 1947, realiza trabajo de campo entre los indios navajos. 
La muerte de Ilonka en 1953 afectó tanto a Róheim que este murió dos meses más tarde.

### Enfoque y legado
La obra de Róheim no fue bien recibida en su época entre los estudiosos del folklore, poco receptivos en general al enfoque psicoanalítico. Modernamente, ha sido reivindicada por folkloristas como Alan Dundes y José Manuel Pedrosa, que aprecian el conocimiento exhaustivo de las tradiciones populares de Róheim y su capacidad para establecer relaciones significativas entre fenómenos aparentemente inconexos. 
Entre sus obras destacan El enigma de la esfinge (1934), Magia y esquizofrenia y Las puertas del sueño (1952).